# Liste von Terroranschlägen im Jahr 1999
Die Liste von Terroranschlägen im Jahr 1999 enthält eine unvollständige Auswahl von Terroranschlägen, die im Jahr 1999 passierten. Attentate werden gesondert in der Liste bekannter Attentate behandelt. Die Liste von Sprengstoffanschlägen listet auch nichtterroristische Anschläge. Die Liste von Flugzeugentführungen enthält eine Liste mit meist terroristischem Hintergrund. Im Artikel Rechtsterrorismus werden weitere terroristische Anschläge aufgezählt.

## Erläuterung
In der Spalte Politische Ausrichtung ist die politische bzw. weltanschauliche Einordnung der Täter angegeben: faschistisch, rassistisch, nationalistisch, nationalsozialistisch, sozialistisch, kommunistisch, antiimperialistisch, islamistisch (schiitisch, sunnitisch, deobandisch, salafistisch, wahhabitisch), hinduistisch. Bei vorrangig auf staatliche Unabhängigkeit oder Autonomie zielender Ausrichtung ist autonomistisch vorangestellt, gefolgt von der Region oder der Volksgruppe und ggf. weiteren Merkmalen der Täter: armenisch, irisch (katholisch), kurdisch, tirolisch, tschetschenisch, dagestanisch, punjabisch (sikhistisch), palästinensisch.
Die Opferzahlen der Anschläge werden farbig dargestellt:

Die Zahl bei den Anschlägen getöteter/verletzter Täter ist in Klammern ( ) gesetzt.

## Januar
| Datum/Beginn    | Betroffenes Land | Anschlag             | Täter                        | Politische Ausrichtung                                             | Mittel                 | Ziel             | Tote | Verletzte | Hintergrund                       |
| --------------- | ---------------- | -------------------- | ---------------------------- | ------------------------------------------------------------------ | ---------------------- | ---------------- | ---- | --------- | --------------------------------- |
| 02. Januar 1999 | Philippinen      | Anschlag in Jolo     | vermutlich Abu Sajaf         | islamistisch, islamisch-fundamentalistisch                         | Granaten               | Zivilisten       | 10   | 74        | Moro-Konflikt                     |
| 05. Januar 1999 | Pakistan         | Anschlag in Punjab   | vermutlich Lashkar-e-Jhangvi | deobandisch-fundamentalistisch, salafistisch                       | Schusswaffen           | Moschee          | 19   | 25        |                                   |
| 05. Januar 1999 | Jugoslawien      | Anschlag in Pristina |                              |                                                                    | Handgranate            | Café             | 0    | 3         | Jugoslawienkriege                 |
| 10. Januar 1999 | Kolumbien        | Anschlag in Putumayo |                              |                                                                    | Schusswaffen, Macheten | Bauern           | 20   | 0         | Bewaffneter Konflikt in Kolumbien |
| 10. Januar 1999 | Spanien          | Anschlag in Eibar    | vermutlich ETA               | autonomistisch, baskisch-nationalistisch, marxistisch-leninistisch | Molotowcocktail        | Polizist         | 0    | 1         | Baskischer Konflikt               |
| 15. Januar 1999 | Jugoslawien      | Anschlag in Deçan    | UÇK                          | autonomistisch, albanisch-nationalistisch                          | Scharfschützengewehr   | OSZE-Mitarbeiter | 0    | 2         | Jugoslawienkriege                 |
| 29. Januar 1999 | Jugoslawien      | Anschlag in Pristina | UÇK                          | autonomistisch, albanisch-nationalistisch                          | Granate                | Café             | 0    | 7         | Jugoslawienkriege                 |

## Februar
| Datum/Beginn     | Betroffenes Land       | Anschlag                   | Täter                             | Politische Ausrichtung                                                        | Mittel       | Ziel                                  | Tote   | Verletzte | Hintergrund             |
| ---------------- | ---------------------- | -------------------------- | --------------------------------- | ----------------------------------------------------------------------------- | ------------ | ------------------------------------- | ------ | --------- | ----------------------- |
| 06. Februar 1999 | Jugoslawien            | Anschlag in Pristina       |                                   |                                                                               | Sprengsatz   | Supermarkt                            | 3      |           | Jugoslawienkriege       |
| 13. Februar 1999 | Jugoslawien            | Anschlag in Ferizaj        | vermutlich Albanische Extremisten |                                                                               | Sprengsatz   | Gebäude                               | 0      | 12        | Jugoslawienkriege       |
| 14. März 1999    | Uganda                 | Anschlag in Kampala        | vermutlich ADF                    | islamistisch                                                                  | Rohrbomben   | Familiengeschäft, Bar                 | 5      | 35        | ADF-Konflikt            |
| 16. Februar 1999 | Bangladesch            | Anschlag nahe Khulna       |                                   |                                                                               | Schusswaffen | Wahlkampfveranstaltung in Grundschule | 6      | 20        |                         |
| 16. Februar 1999 | Usbekistan             | Anschlag in Taschkent      | Islamische Bewegung Usbekistan    | islamistisch                                                                  | 6 Autobomben | Regierungsgebäude                     | 16     | 120       |                         |
| 17. Februar 1999 | Deutschland            | Anschlag in Berlin         | PKK-Unterstützer                  | autonomistisch, kurdisch-sozialistisch                                        | Schusswaffen | Israelisches Konsulat                 | 0 (+3) | 27 (+16)  |                         |
| 20. Februar 1998 | Vereinigtes Königreich | Anschlag in Moira          | vermutlich IRA                    | autonomistisch, irisch-republikanisch, katholisch                             | Autobombe    | Polizeistation                        | 0      | 11        | Nordirlandkonflikt      |
| 23. Februar 1999 | Algerien               | Anschlag in Khemis Miliana |                                   |                                                                               | Paketbombe   | Restaurant                            | 4      | 22        | Algerischer Bürgerkrieg |
| 28. Februar 1999 | Sambia                 | Anschlag in Lusaka         | vermutlich UNITA                  | konservativ, angolanisch-nationalistisch, christlich-demokratisch, maoistisch | Sprengsatz   | Angolanische Botschaft                | 1      | 1         |                         |

## März
| Datum/Beginn  | Betroffenes Land | Anschlag                   | Täter                                | Politische Ausrichtung                    | Mittel                                   | Ziel                  | Tote | Verletzte | Hintergrund                 |
| ------------- | ---------------- | -------------------------- | ------------------------------------ | ----------------------------------------- | ---------------------------------------- | --------------------- | ---- | --------- | --------------------------- |
| 05. März 1999 | Jugoslawien      | Anschlag in Pristina       |                                      |                                           | Automatische Gewehre (Drive-by-Shooting) | Restaurant            | 1    | 7         | Jugoslawienkriege           |
| 05. März 1999 | Jugoslawien      | Anschlag in Peje           |                                      |                                           | Granate                                  | Restaurant            | 0    | 6         | Jugoslawienkriege           |
| 07. März 1999 | Bangladesch      | Anschlag in Jessore        | vermutlich Harkat-ul-Jihad al-Islami | islamisch-fundamentalistisch              | 2 Granaten                               | Zivilisten            | 8    | 150       |                             |
| 09. März 1999 | Algerien         | Anschlag in Khemis Miliana | vermutlich Islamisten                | islamistisch                              | Sprengsatz                               | Sekundarschule        | 3    | 25        | Algerischer Bürgerkrieg     |
| 12. März 1999 | Sri Lanka        | Anschlag in Nawalapitiya   |                                      |                                           | Schusswaffen, Granaten                   | Parteitreffen         | 1    | 34        | Bürgerkrieg in Sri Lanka    |
| 13. März 1999 | Jugoslawien      | Anschlag in Mitrovica      | vermutlich UÇK                       | autonomistisch, albanisch-nationalistisch | Sprengsätze                              | Markt                 | 4    | 40        | Jugoslawienkriege           |
| 13. März 1999 | Jugoslawien      | Anschlag in Podujeva       | vermutlich UÇK                       | autonomistisch, albanisch-nationalistisch | 2 Sprengsätze                            | Polizeistation, Markt | 2    | 20        | Jugoslawienkriege           |
| 18. März 1999 | Indien           | Anschlag in Bihar          | MCC                                  | marxistisch-leninistisch-maoistisch       | Schusswaffen                             | Zivilisten            | 32   | 6         | Naxalitenaufstand           |
| 19. März 1999 | Russland         | Anschlag in Wladikawkas    | vermutlich Tschetschenische Rebellen |                                           | Autobombe                                | Markt                 | 64   | 104       | Zweiter Tschetschenienkrieg |

## April
| Datum/Beginn   | Betroffenes Land       | Anschlag                      | Täter                               | Politische Ausrichtung                                                        | Mittel                         | Ziel                 | Tote     | Verletzte | Hintergrund           |
| -------------- | ---------------------- | ----------------------------- | ----------------------------------- | ----------------------------------------------------------------------------- | ------------------------------ | -------------------- | -------- | --------- | --------------------- |
| 01. April 1999 | Indien                 | Anschlag in Jammu und Kashmir | Laschkar-e Taiba, Hizbul Mujahideen | salafistisch                                                                  | Maschinengewehre, Granatwerfer | Militärlager         | 31       |           | Aufstand in Kaschmir  |
| 01. April 1999 | Angola                 | Anschlag in Malanje           | UNITA                               | konservativ, angolanisch-nationalistisch, christlich-demokratisch, maoistisch | Artillerie, Schusswaffen       | Soldaten, Zivilisten | 27 (+20) | 83        | Bürgerkrieg in Angola |
| 15. April 1999 | Philippinen            | Anschlag in Albay             |                                     |                                                                               | Sprengsatz                     |                      | 14       | 30        |                       |
| 17. April 1999 | Vereinigtes Königreich | Anschlag in London            | David Copeland                      | nationalsozialistisch, rassistisch                                            | Nagelbombe                     | Schwarze Zivilisten  | 0        | 45        |                       |
| 20. April 1999 | Indien                 | Anschlag in Rajouri           |                                     |                                                                               | Sprengsatz                     | Zivilisten           | 5        | 33        | Aufstand in Kaschmir  |
| 24. April 1999 | Vereinigtes Königreich | Anschlag in London            | David Copeland                      | nationalsozialistisch, rassistisch                                            | Nagelbombe                     | Zivilisten           | 0        | 13        |                       |
| 30. April 1999 | Vereinigtes Königreich | Anschlag in London            | David Copeland                      | nationalsozialistisch, rassistisch, homophob                                  | Nagelbombe                     | Lokal                | 3        | 79        |                       |

## Mai
| Datum/Beginn | Betroffenes Land | Anschlag              | Täter | Politische Ausrichtung | Mittel        | Ziel       | Tote | Verletzte | Hintergrund                       |
| ------------ | ---------------- | --------------------- | ----- | ---------------------- | ------------- | ---------- | ---- | --------- | --------------------------------- |
| 21. Mai 1999 | Kolumbien        | Anschlag in Florencia |       |                        | 3 Sprengsätze | Zivilisten | 0    | 21        | Bewaffneter Konflikt in Kolumbien |

## Juni
| Datum/Beginn  | Betroffenes Land | Anschlag              | Täter                      | Politische Ausrichtung                                                        | Mittel                   | Ziel                                               | Tote | Verletzte | Hintergrund           |
| ------------- | ---------------- | --------------------- | -------------------------- | ----------------------------------------------------------------------------- | ------------------------ | -------------------------------------------------- | ---- | --------- | --------------------- |
| 03. Juni 1999 | Indien           | Anschlag in Delhi     |                            |                                                                               | Sprengsatz               | Polizeiposten                                      | 0    | 28        |                       |
| 03. Juni 1999 | Republik Kongo   | Anschlag nahe Kinkala | Bernard-Kolélas-Loyalisten |                                                                               | Schusswaffen             | Zivilisten auf Lkw                                 | 63   |           |                       |
| 05. Juni 1999 | Jugoslawien      | Anschlag in Runik     | UÇK                        | autonomistisch, albanisch-nationalistisch                                     |                          | Hilfsfahrzeug                                      | 1    | 1         | Jugoslawienkriege     |
| 06. Juni 1999 | Jugoslawien      | Anschlag in Besia     | UÇK                        | autonomistisch, albanisch-nationalistisch                                     |                          | Bus                                                | 0    | 5         | Jugoslawienkriege     |
| 06. Juni 1999 | Jugoslawien      | Anschlag in Mitrovica | UÇK                        | autonomistisch, albanisch-nationalistisch                                     | Schusswaffen             | Gewerkschaftsvertreter                             | 1    | 1         | Jugoslawienkriege     |
| 08. Juni 1999 | Jugoslawien      | Anschlag in Kruska    | vermutlich UÇK             | autonomistisch, albanisch-nationalistisch                                     | Automatische Schusswaffe | Israelischer Journalist und sein serbischer Fahrer | 0    | 2         | Jugoslawienkriege     |
| 09. Juni 1999 | Irak             | Anschlag nahe Bagdad  |                            |                                                                               | Autobombe                | Volksmudschahedin-Mitglieder in Bus                | 7    | 37        |                       |
| 19. Juni 1999 | Nigeria          | Anschlag in Taraba    |                            |                                                                               | Macheten                 | Zivilisten                                         | 100+ | 200+      |                       |
| 20. Juni 1999 | Angola           | Anschlag in Huambo    | UNITA                      | konservativ, angolanisch-nationalistisch, christlich-demokratisch, maoistisch | Artillerie               | Stadt                                              | 3    | 100       | Bürgerkrieg in Angola |
| 22. Juni 1999 | Indien           | Anschlag in Shiliguri | vermutlich ULFA            | autonomistisch, assamesisch-nationalistisch, marxistisch, sozialistisch       | Sprengsatz               | Bahnhof, Soldaten, Zivilisten                      | 10   | 80        | Assam-Konflikt        |
| 24. Juni 1999 | China            | Anschlag in Chengdu   |                            |                                                                               | Sprengsatz               | Bus                                                | 1    | 50        |                       |
| 30. Juni 1999 | Deutschland      | Anschlag in Stuttgart |                            |                                                                               | Brandbomben              | Gebäude                                            | 0    | 1         |                       |

## Juli
| Datum/Beginn  | Betroffenes Land | Anschlag                 | Täter                                   | Politische Ausrichtung                                                        | Mittel                                 | Ziel                 | Tote | Verletzte | Hintergrund                                       |
| ------------- | ---------------- | ------------------------ | --------------------------------------- | ----------------------------------------------------------------------------- | -------------------------------------- | -------------------- | ---- | --------- | ------------------------------------------------- |
| 02. Juli 1999 | Angola           | Anschlag in Benguela     | UNITA                                   | konservativ, angolanisch-nationalistisch, christlich-demokratisch, maoistisch | Brandstiftung                          | Hilfskonvoi          | 15   | 25        | Bürgerkrieg in Angola                             |
| 04. Juli 1999 | Türkei           | Anschlag in Istanbul     | vermutlich PKK                          | autonomistisch, kurdisch-sozialistisch                                        | Sprengsatz                             | Zivilisten           | 1    | 25        | Konflikt zwischen der Republik Türkei und der PKK |
| 08. Juli 1999 | Kolumbien        | Anschlag in Antioquia    | FARC-EP                                 | marxistisch-leninistisch, links-nationalistisch                               | Sprengstoff, Automatische Schusswaffen | Dorf, Polizeistation | 25   | 0         | Bewaffneter Konflikt in Kolumbien                 |
| 12. Juli 1999 | Tschad           | Anschlag im Tibesti      | MDJT                                    |                                                                               |                                        | Soldaten             | 77   |           |                                                   |
| 18. Juli 1999 | Republik Kongo   | Anschlag in Bouenza      | vermutlich Pascal-Lissouba-Unterstützer |                                                                               | Sprengstoff                            | Kirche               | 44   |           |                                                   |
| 19. Juli 1999 | Indonesien       | Anschlag in Pidie        | vermutlich GAM                          | autonomistisch, achinesisch-nationalistisch                                   | Schusswaffen                           | Soldaten             | 5    | 20        |                                                   |
| 23. Juli 1999 | Deutschland      | Anschlag in München      |                                         |                                                                               | Sprengstoff                            | Türkisches Reisebüro | 0    | 2         |                                                   |
| 23. Juli 1999 | Angola           | Anschlag in Uíge         | UNITA                                   | konservativ, angolanisch-nationalistisch, christlich-demokratisch, maoistisch | Schusswaffen                           | Konvoi               | 60   |           | Bürgerkrieg in Angola                             |
| 27. Juli 1999 | Pakistan         | Anschlag nahe Rawalpindi |                                         |                                                                               | Sprengsatz                             | Passagierbus         | 11   | 25        |                                                   |
| 30. Juli 1999 | Kolumbien        | Anschlag in Medellín     | FARC-EP                                 | marxistisch-leninistisch, links-nationalistisch                               | Autobombe                              | Militärlager         | 6    | 30        | Bewaffneter Konflikt in Kolumbien                 |

## August
| Datum/Beginn    | Betroffenes Land       | Anschlag                                        | Täter                                    | Politische Ausrichtung                                | Mittel                      | Ziel                                           | Tote     | Verletzte | Hintergrund                 |
| --------------- | ---------------------- | ----------------------------------------------- | ---------------------------------------- | ----------------------------------------------------- | --------------------------- | ---------------------------------------------- | -------- | --------- | --------------------------- |
| 01. August 1998 | Vereinigtes Königreich | Anschlag in Banbridge                           | Real IRA                                 | autonomistisch, irisch-katholisch                     | Autobombe                   | Einkaufszentrum                                | 0        | 12        | Nordirlandkonflikt          |
| 02. August 1999 | Namibia                | Anschlag in Katima Mulilo                       |                                          |                                                       | Schusswaffen                | Militärstützpunkt, Polizeistation, Radiosender | 8 (+5)   | 25        |                             |
| 04. August 1999 | Sri Lanka              | Anschlag in Veppankulam                         | LTTE                                     | autonomistisch, tamilisch-sozialistisch               | Selbstmordattentäterin      | Polizeifahrzeug                                | 14 (+1)  | 30        | Bürgerkrieg in Sri Lanka    |
| 10. August 1999 | USA                    | Anschlag in Los Angeles                         | Buford O’Neal Furrow Jr. (Aryan Nations) | rassistisch, antisemitisch, neonazistisch, christlich | Maschinenpistole            | Jüdisches Gemeindezentrum                      | 0        | 5         |                             |
| 11. August 1999 | Sri Lanka              | Anschlag in Batticaloa                          | vermutlich LTTE                          | autonomistisch, tamilisch-sozialistisch               | Sprengsatz                  | Militärkonvoi                                  | 9        | 30        | Bürgerkrieg in Sri Lanka    |
| 15. August 1999 | Algerien               | Anschlag in Bechar                              | Islamisten                               | islamistisch                                          | Schuss- und Stichwaffen     | Zivilisten                                     | 29       | 3         | Algerischer Bürgerkrieg     |
| 28. August 1999 | Burundi                | Anschlag in Bujumbura Mairie                    | Hutu-Extremisten                         |                                                       | Schusswaffen, Brandstiftung | Zivilisten                                     | 25 (+20) |           | Völkermorde in Burundi      |
| 31. August 1999 | Russland               | Sprengstoffanschläge auf Wohnhäuser in Russland | angeblich tschetschenische Separatisten  | autonomistisch-tschetschenisch                        | Sprengsätze                 | Einkaufspassage, Wohngebäude                   | 367      | 1000+     | Zweiter Tschetschenienkrieg |

## September
| Datum/Beginn       | Betroffenes Land | Anschlag                 | Täter                  | Politische Ausrichtung                                                          | Mittel                                         | Ziel                          | Tote | Verletzte | Hintergrund              |
| ------------------ | ---------------- | ------------------------ | ---------------------- | ------------------------------------------------------------------------------- | ---------------------------------------------- | ----------------------------- | ---- | --------- | ------------------------ |
| 10. September 1999 | Türkei           | Anschlag in Istanbul     | DHKP-C                 | kommunistisch, marxistisch-leninistisch, antiimperialistisch, sozialpatriotisch | 2 Sprengsätze                                  | Regierungsgebäude, Zivilisten | 0    | 20        |                          |
| 18. September 1999 | Sri Lanka        | Anschlag in Ampara       | LTTE                   | autonomistisch, tamilisch-sozialistisch                                         | Messer, Schwerter, Schusswaffen, Brandstiftung | Singhalesische Zivilisten     | 54   |           | Bürgerkrieg in Sri Lanka |
| 23. September 1999 | Sri Lanka        | Anschlag in Batticaloa   | vermutlich LTTE        | autonomistisch, tamilisch-sozialistisch                                         | Landmine                                       | Militärkonvoi                 | 18   | 30        | Bürgerkrieg in Sri Lanka |
| 26. September 1999 | Sri Lanka        | Anschlag in Badulla      |                        |                                                                                 | Sprengstoff                                    | Passagierbus                  | 1    | 28        | Bürgerkrieg in Sri Lanka |
| 28. September 1999 | Kosovo           | Anschlag in Fushë Kosova | Albanische Extremisten |                                                                                 | 2 Granaten                                     | Markt, Serbische Zivilisten   | 2    | 37        | Jugoslawienkriege        |

## Oktober
| Datum/Beginn     | Betroffenes Land | Anschlag             | Täter | Politische Ausrichtung                                                        | Mittel                    | Ziel           | Tote | Verletzte | Hintergrund           |
| ---------------- | ---------------- | -------------------- | ----- | ----------------------------------------------------------------------------- | ------------------------- | -------------- | ---- | --------- | --------------------- |
| 04. Oktober 1999 | Angola           | Anschlag in Uíge     | UNITA | konservativ, angolanisch-nationalistisch, christlich-demokratisch, maoistisch | Brandstiftung, Entführung | Zivilisten     | 36   |           | Bürgerkrieg in Angola |
| 16. Oktober 1999 | Spanien          | Anschlag in Ondarroa |       |                                                                               | Molotowcocktail           | Polizeikaserne | 0    | 1         | Baskischer Konflikt   |
| 23. Oktober 1999 | Indien           | Anschlag in Jammu    |       |                                                                               | Sprengstoff               | Basar          | 0    | 20        | Aufstand in Kaschmir  |

## November
| Datum/Beginn      | Betroffenes Land | Anschlag                     | Täter           | Politische Ausrichtung                  | Mittel       | Ziel                      | Tote | Verletzte | Hintergrund                           |
| ----------------- | ---------------- | ---------------------------- | --------------- | --------------------------------------- | ------------ | ------------------------- | ---- | --------- | ------------------------------------- |
| 07. November 1999 | Israel           | Anschlag in Netanja          |                 |                                         | 3 Rohrbomben | Zivilisten                | 0    | 33        | Israelisch-Palästinensischer Konflikt |
| 11. November 1999 | Indien           | Anschlag in Himachal Pradesh |                 |                                         | Sprengsatz   | Expresszug                | 11   | 100       |                                       |
| 13. November 1999 | Kolumbien        | Anschlag in Bogotá           |                 |                                         | Autobombe    | Gewerbegebiet, Zivilisten | 8    | 45        | Bewaffneter Konflikt in Kolumbien     |
| 14. November 1999 | Sri Lanka        | Anschlag in Eppawala         | vermutlich LTTE | autonomistisch, tamilisch-sozialistisch | Granate      | Wahlkampfveranstaltung    | 2    | 43        | Bürgerkrieg in Sri Lanka              |
| 26. November 1999 | Burundi          | Anschlag in Kayanza          |                 |                                         | Schusswaffen | Flüchtlingslager          | 17   | 22        | Völkermorde in Burundi                |
| 30. November 1999 | Afghanistan      | Anschlag in Kabul            |                 |                                         | Schusswaffen | Talibanmitglieder         | 20   | 20        | Krieg in Afghanistan                  |

## Dezember
| Datum/Beginn      | Betroffenes Land | Anschlag                         | Täter              | Politische Ausrichtung                          | Mittel                      | Ziel                                          | Tote    | Verletzte | Hintergrund                       |
| ----------------- | ---------------- | -------------------------------- | ------------------ | ----------------------------------------------- | --------------------------- | --------------------------------------------- | ------- | --------- | --------------------------------- |
| 12. Dezember 1999 | Kolumbien        | Anschlag in Chocó                | FARC-EP            | marxistisch-leninistisch, links-nationalistisch | Tränengasgranaten           | Marinestützpunkt, Polizeikaserne              | 65      | 0         | Bewaffneter Konflikt in Kolumbien |
| 13. Dezember 1999 | Sri Lanka        | Anschlag in Chavakacheri         | LTTE               | autonomistisch, tamilisch-sozialistisch         | Mörser, Artillerie          | Parteibüro, Militärlager, Polizeistation      | 1       | ~100      | Bürgerkrieg in Sri Lanka          |
| 18. Dezember 1999 | Sri Lanka        | Anschläge in Colombo und Gampaha | vermutlich LTTE    | autonomistisch, tamilisch-sozialistisch         | 2 Selbstmordattentäter      | Wahlkampfveranstaltung, Präsident, Zivilisten | 21 (+2) | 150       | Bürgerkrieg in Sri Lanka          |
| 18. Dezember 1999 | Kolumbien        | Anschlag in Putumayo             | vermutlich FARC-EP | marxistisch-leninistisch, links-nationalistisch | Autobombe                   | Zivilisten                                    | 4       | 24        | Bewaffneter Konflikt in Kolumbien |
| 24. Dezember 1999 | Algerien         | Anschlag in Ain Defla            | vermutlich GIA     | salafistisch, wahhabitisch                      | Sturmgewehre, Brandstiftung | Zivilisten                                    | 28      | 10        | Algerischer Bürgerkrieg           |